# Elisabeth Cheauré
Elisabeth Cheauré, auch Elisabet Šore (* 1954 in Klagenfurt), ist eine österreichische Slawistin.

## Leben und wissenschaftliche Karriere
Elisabeth Cheauré besuchte das BG/BRG Stainach und studierte nach der Matura 1972 an der Universität Graz die Fächer Germanistik, Philosophie, Slawistik (Russisch und Bulgarisch). 1975/76 studierte sie an der Staatlichen Lomonossow-Universität in Moskau und an der Universität Sankt Petersburg. 1977 promovierte sie an der Universität Graz mit einer Arbeit zur Rezeption von E. T. A. Hoffmann in Russland. 1977 bis 1987 war sie Assistentin an der Universität Würzburg. 1986 erfolgte ihre Habilitation für Slawistik an der Universität Graz, im gleichen Jahr die Umhabilitation nach Würzburg. 1987 bis 1990 war sie Heisenberg-Stipendiatin der DFG, bevor sie 1990 als Professorin für Slawische Philologie mit dem Schwerpunkt Literaturwissenschaft an die Universität Freiburg berufen wurde. 2003 wurde dort ihre Venia um das Fach Gender Studies erweitert.
1992 bis 1999 war sie Gleichstellungsbeauftragte der Philosophischen Fakultät der Universität Freiburg, 1997 bis 1999 der gesamten Universität Freiburg. 2014 erhielt sie den Verdienstorden des Landes Baden-Württemberg für ihr Engagement auf dem Gebiet der Gleichstellung von Männern und Frauen in Wissenschaft und Gesellschaft.
Ab 2015 war Cheauré Sprecherin des Sonderforschungsbereichs 1015 „Muße. Grenzen, Raumzeitlichkeit, Praktiken“. Sie ist außerdem Vorstandsvorsitzende des Vereins Zwetajewa-Zentrum für russische Kultur an der Universität Freiburg e. V.

## Ehrungen (Auswahl)
- 2009: Ehrenprofessur der Staatlichen Universität Twer, Russland
- 2009: Ehrendiplom der Bulgarischen Akademie der Wissenschaften[4]
- 2013: Ehrendoktor der Russischen Staatlichen Geisteswissenschaftlichen Universität (RGGU) Moskau, zurückgelegt mit 8. März 2022 aus Protest gegen die Haltung der RGGU zum Angriffskrieg der Russischen Föderation gegen die Ukraine[5]
- 2014: Verdienstorden des Landes Baden-Württemberg
- 2018: Internationaler Preis in der Kategorie Bewahrung russischen Kulturerbes im Ausland beim Festival Russisches Rom[2]